# Neil Mellor
Neil Andrew Mellor (sinh ngày 04 tháng 11 năm 1982 tại Sheffield, South Yorkshire) là một cầu thủ bóng đá chuyên nghiệp người Anh đang thi đấu cho câu lạc bộ Preston North End. Anh là con trai của cựu cầu thủ Manchester City tên là Ian Mellor.

## Tại Liverpool
Mellor là một cầu thủ trẻ trưởng thành từ lò đào tạo của câu lạc bộ Liverpool và được ra mắt lần đầu vào năm 2004, tại đây anh đã ghi danh cho mình bằng một bàn thắng từ cú sút xa ghi bàn vào lưới của Arsenal và giúp cho Liverpool có một chiến thắng 2–1 ngay tại sân Anfield. Tuy nhiên sau đó, Neil Mellor phải nghỉ thi đấu hết mùa giải 2004-05 sau do phải phẫu thuật ở cả hai đầu gối vào tháng 3 năm 2005.
Sau đấy Mellor đã tiến bộ rất nhiều với thành tích ghi 20 bàn thắng mùa giải 2002-03 ở đội hình 2, khiến anh có chỗ trong đội hình chính thức của câu lạc bộ và trong trận ra mắt đầu tiên anh đã ghi bàn thắng trước Sheffield United ở trận bán kết cúp Worthington. Tháng 8 năm 2006 anh rời Liverpool để thi đấu cho Preston North.